# Bathylaco macrophthalmus
Bathylaco macrophthalmus is een  straalvinnige vissensoort uit de familie van de gladkopvissen (Alepocephalidae). De wetenschappelijke naam van de soort is voor het eerst geldig gepubliceerd in 1968 door Nielsen & Larsen.
De soort staat op de Rode Lijst van de IUCN als Onzeker, beoordelingsjaar 2009.